# Митлянский, Даниэль Юдович
Даниэ́ль Ю́дович Митля́нский (7 ноября 1924, Москва — 16 ноября 2006, там же) — советский и российский скульптор, заслуженный художник РСФСР (1978), член-корреспондент Российской академии художеств (2002).

## Биография
Даниэль Митлянский родился 7 ноября 1924 г. в Москве. Окончил московскую школу № 110 за день до начала Великой Отечественной войны. На фронте с 1942 года до конца войны, был сапёром, лейтенантом.
Окончил Суриковский институт (1941—1942, 1945—1950). Становление скульптора в высшей школе проходило под руководством Н. В. Томского, Г. А. Шульца и А. Л. Малахина. Своими учителями Д. Митлянский считал также В. Н. Домогацкого и С. Д. Лебедеву. Выставляется с 1951 года.

Д. Ю. Митлянский не занимал официальных постов, работал всю жизнь самостоятельно. Много ездил по стране, часто бывал за рубежом.
Скульптор скончался 16 ноября 2006 года в Москве, похоронен на Ваганьковском кладбище.
Жена — скульптор Нинель Владимировна Богушевская. Сын Митлянский Максим Даниэльевич — художник, преподаёт в ГСИИ, дочь Богушевская А. Д., скульптор.

## Творчество
Художник работал в станковой, монументальной, монументально-декоративной, мемориальной скульптуре, — в скульптуре малых форм. Автор памятников и многофигурных композиций; скульптор создавал также произведения, в которых прибегал к органичному или, в подчинении определённой содержательной тенденции, — подчёркнуто диссонансному сочетанию разных материалов и приёмов их обработки — расписное дерево, кованый металл, керамика, раскрашенный шамот, Перу Д. Митлянского принадлежит несколько книг по изобразительному искусству.
Работы скульптора отличают продуманная композиция и оригинальная пластика, в широком применении различных материалов (металл, керамика, папье-маше, дерево, ткань), в том числе в их неожиданных комбинациях. Поздние работы находятся на грани гротеска и примитивизма и одновременно раскрывают глубокий внутренний мир художника.
Д. Ю. Митлянским создан ряд серий скульптур: «Дни Творения», «Книги Библии», «Вы — соль Земли», «Моя сладкая Европа», «Семейный альбом» и др.
Среди наиболее известных работ Митлянского:
- Композиция «Реквием. 1941 год. Моим одноклассникам, погибшим на войне» у московской школы № 110 на углу Столового и Ножового переулков (1971), вблизи Никитских ворот.
- Персонажи басен Крылова в составе памятника Крылову на Патриарших прудах (1976, фигура Крылова выполнена А. Древиным).
- Персонажи театра зверей на фасаде здания «Уголок дедушки Дурова» (Москва, ул. Дурова, д.4).
- В 1980-е—1990-е годы скульптором выполнены циклы многофигурных композиций «Перестройка», «Капустник», «Зарница»
- Композиция «Пронзённый Пегас» в память российской интеллигенции, пострадавшей при тоталитаризме, перед Музеем Сахарова (2003, совместно с Галиной Шилиной).

Д. Ю. Митлянский — автор мемориальных досок, посвященных памяти А. Д. Сахарова, художника-графика В. В. Домогацкого (1909—1986), Алеся Адамовича, Д. Ю. Холодова.
Работы Д. Ю. Митлянского хранятся в Государственном Русском музее, в Государственной Третьяковской галерее, Московском Музее современного искусства, в частных собраниях и др.
В конце 2010 года Третьяковская галерея приобрела ещё одну работу у вдовы художника, а две получила от неё в дар.

Скульптурные работы Д.Ю.Митлянского
«Реквием. 1941 год. Моим одноклассникам, погибшим на войне». 1971, реконструкция 1993. Металл.
Андерсен дарит цветы своих сказок… 2004. Металл, бумага, керамика.
Третий день творения. Из серии «Книги Библии». 2001. Дерево, металл.
Испания. Фрагмент. Из серии «Моя сладкая Европа». 1993. Керамика, металл, дерево.

## Выставки
- Выставка в Музее и общественном центре имени Андрея Сахарова «Ай, да Нолик!»[7]. 11.04.2007 — 10.05.2007.
- Выставка произведений Даниэля Митлянского в Российской академии художеств, 14.07.2009 — 02.08.2009.

## Собрания
- Государственная Третьяковская галерея
  - Живописец Михаил Иванов. 1973. Композиция. Бронза. В. 53
  - Виктор Попков и его муза. 1973. Бронза, кованая медь. В. 73
  - Скульптор Имре Варга посылает своего инвалида воевать за мир. 1973. Композиция. Бронза, железо. В. 55
  - Портрет скульптора Н. Л. Штамма. 1982. Композиция. В. 80; вп. 5
- Государственный Русский музей.
  - Музыкальный театр. 1981. Из цикла «Зарница». Композиция. Шамот, дерево, роспись. 115 Х 90 Х 80
  - Узбекские канатоходцы. 1981—1983. Из цикла «Зарница». Дерево, роспись, металл. 23 Х 102 Х 80
  - Татьяна Назаренко создала картину «Пугачёв». 1985. Композиция. Дерево,. роспись, шамот раскрашенный. 140 Х 74 Х 50; 74 Х 46 Х 28